# Rhododendron leptocarpum
Rhododendron leptocarpum är en ljungväxtart som beskrevs av Thomas Nuttall. Rhododendron leptocarpum ingår i släktet rododendron, och familjen ljungväxter. Inga underarter finns listade i Catalogue of Life.